# Helius pallidissimus
Helius pallidissimus är en tvåvingeart som beskrevs av Alexander 1930. Helius pallidissimus ingår i släktet Helius och familjen småharkrankar. Inga underarter finns listade i Catalogue of Life.